# Pistola Lancaster
La Lancaster era una pistola inglesa de dos o cuatro cañones, producida durante la segunda mitad del siglo XIX y que disparaba una variedad de cartuchos de percusión central, tales como el .38 S&W, .450 Adams, .455 Webely y .577 Snider. Fue diseñada por el armero londinense Charles Williams Lancaster, que inició su carrera en 1847 como aprendiz de su padre Charles. Durante la década de 1850, él inventó el ánima oval estriada y la bala con sello de gas.

## Descripción
Era una versión modernizada del pimentero, una pistola popular en la primera mitad del siglo XIX. Al contrario de estas primigenias pistolas de percusión con cañones múltiples, la Lancaster disparaba los modernos cartuchos con casquillo de latón. La singular ánima oval estriada de sus cañones también le permitía disprar cartuchos de escopeta .410. Tenía una mayor cadencia de disparo que el revólver Beaumont-Adams y con frecuencia era equipada con un sistema de gatillo doble tipo Tranter para superar la resistencia ofrecida por el percutor rotativo.
A veces clasificada como una pistola Howdah, la Lancaster fue popular entre los oficiales británicos en África y el Raj británico debido a su mayor cadencia de disparo y fiabilidad respecto a los revólveres contemporáneos. Era muy apreciada por cazadores y exploradores para defensa a corto alcance contra tigres o búfalos africanos. Al contrario de un revólver, no tiene una fuga de gas cuando dispara debido a la ausencia del espacio entre el tambor y el cañón. Una singular variante, hecha a pedido del Majarajá de Rewa como arma de cacería, era un fusil de cuatro cañones.

### Uso en Sudán
Sus cartuchos tenían un gran poder de parada respecto a los revólveres contemporáneos Beaumont-Adams y Colt Navy 1851, haciéndola ideal para guerras coloniales. Al enfrentarse a nativos en cargas frontales como los zulúes o los Ansar (los llamados derviches sudaneses), las balas de los cartuchos modernos tendían a atravesar al enemigo, que continuaba avanzando. Lo que se necesitaba era una pesada bala de plomo que se incruste en su cuerpo y los derribe. Un famoso usuario de esta pistola fue el fotógrafo y cineasta Teniente coronel John Montague Benett Stanford (1870-1947), que mató a un Ansar sudanés armado con azagaya con una Lancaster mientras trabajaba como corresponsal de guerra en la Batalla de Omdurmán.
Finalmente fue desplazada por los diversos revólveres Webley a fines del siglo XIX, ya que los revólveres eran cada vez más fiables y rápidos de recargar, eliminando así muchas de las ventajas de las pistolas de cañón múltiple. Unas cuantas todavía eran empleadas en una fecha tan tardía como la Primera Guerra Mundial, siendo conocidas por su sólida construcción y facilidad de mantenimiento.

## En cinematografía
Una Lancaster de dos cañones con un singular cuchillo accionado por resorte es el arma del cazador Remington en la película The Ghost and the Darkness.